# Weronika Nowakowska
Weronika Nowakowska (Kłodzko, 7 luglio 1986) è un'ex biatleta polacca.
Durante il matrimonio aveva aggiunto al proprio il cognome del marito e si era iscritta alle gare come Weronika Nowakowska-Ziemniak.

## Biografia
Weronika Nowakowska, originaria di Duszniki-Zdrój e attiva dalla stagione 2004-2005, ha esordito in Coppa del Mondo il 7 dicembre 2007 a Hochfilzen in sprint (51ª) e ai Campionati mondiali a Östersund 2008, dove si è classificata 58ª nella sprint e 55ª nell'inseguimento; ha ottenuto l'unico podio in Coppa del Mondo il 21 dicembre 2008 a Hochfilzen in staffetta (3ª) e ai successivi Mondiali di Pyeongchang 2009 si è piazzata 36ª nell'individuale, 35ª nella sprint, 16ª nell'inseguimento, 6ª nella staffetta e 8ª nella staffetta mista. Ai XXI Giochi olimpici invernali di Vancouver 2010, suo esordio olimpico, è stata 5ª nell'individuale, 35ª nella sprint, 27ª nell'inseguimento, 20ª nella partenza in linea e 11ª nella staffetta; nella stessa stagione ai Mondiali di Chanty-Mansijsk 2010 si è classificata 14ª nella staffetta mista.
Ai Mondiali di Ruhpolding 2012 si è piazzata 21ª nell'individuale, 20ª nella sprint, 17ª nell'inseguimento, 9ª nella partenza in linea, 9ª nella staffetta e 13ª nella staffetta mista e a quelli di Nové Město na Moravě 2013 23ª nell'individuale, 34ª nella sprint, 27ª nell'inseguimento, 12ª nella partenza in linea e 9ª nella staffetta; ai XXII Giochi olimpici invernali di Soči 2014 è stata 30ª nell'individuale, 7ª nella sprint, 19ª nell'inseguimento, 19ª nella partenza in linea e 9ª nella staffetta e l'anno dopo ai Mondiali di Kontiolahti 2015 ha vinto la medaglia d'argento nella sprint, quella di bronzo nell'inseguimento e si è classificata 13ª nell'individuale, 22ª nella partenza in linea e 12ª nella staffetta.

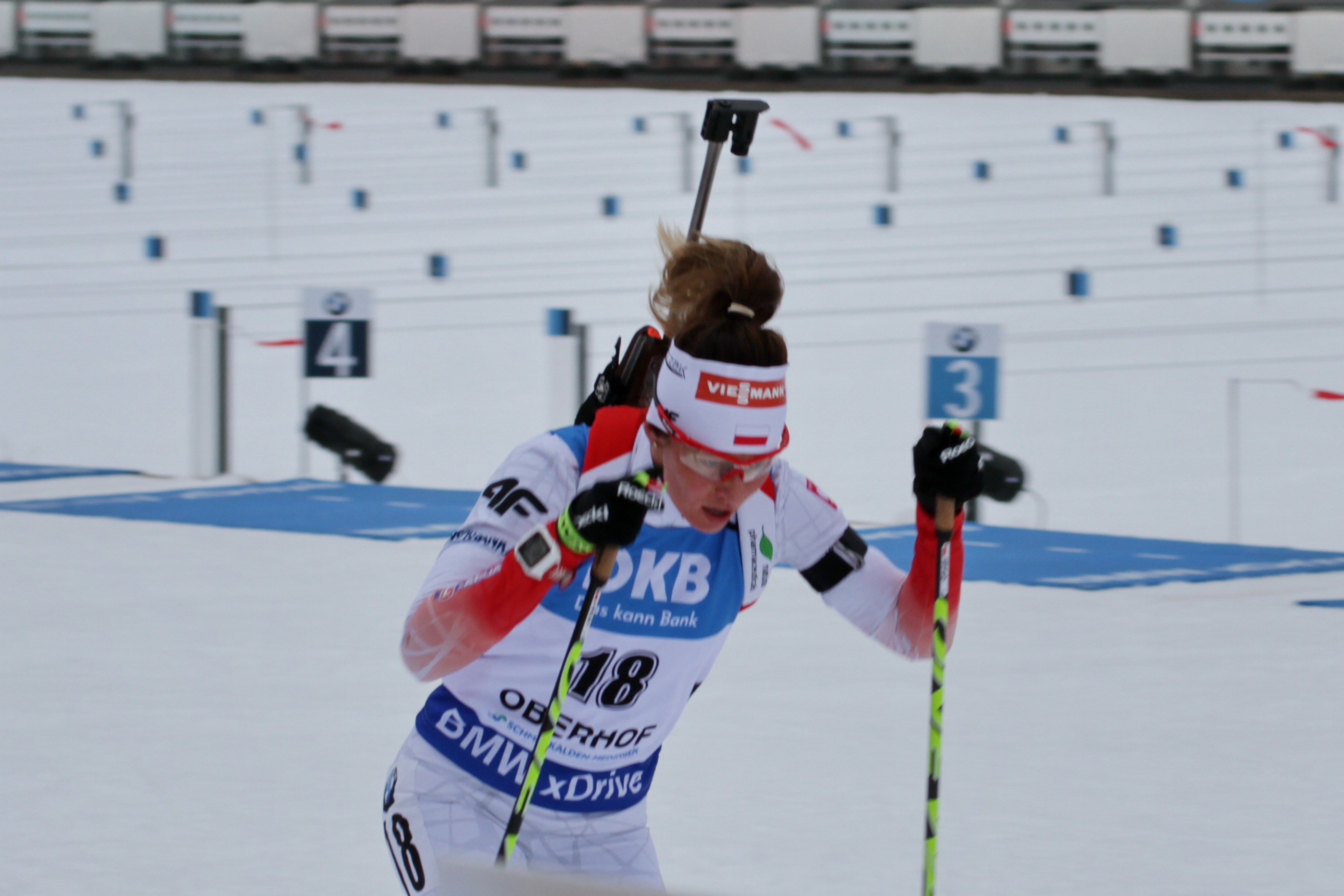
Weronika Nowakowska in gara a Oberhof nel 2018

Ai Mondiali di Oslo 2016, sua ultima presenza iridata, si è piazzata 41ª nell'individuale, 75ª nella sprint, 4ª nella staffetta e 20ª nella staffetta mista; ha conquistato il miglior risultato individuale in Coppa del Mondo il 6 gennaio 2018 a Oberhof in inseguimento (4ª) e ai successivi XXIII Giochi olimpici invernali di Pyeongchang 2018, sua ultima presenza olimpica, è stata 21ª nell'individuale, 34ª nella sprint, 30ª nell'inseguimento e 7ª nella staffetta. Si è ritirata al termine di quella stessa stagione 2017-2018 e l'ultima gara della sua carriera è stata la partenza in linea di Coppa del Mondo disputata il 25 marzo a Tjumen', chiusa dalla Nowakowska al 29º posto.

## Palmarès

### Mondiali
- 2 medaglie:
  - 1 argento (sprint[2] a Kontiolahti 2015)
  - 1 bronzo (inseguimento[2] a Kontiolahti 2015)

### Universiadi
- 5 medaglie[1]:
  - 2 ori (sprint, inseguimento a Trentino 2013)
  - 2 argenti (individuale, partenza in linea a Trentino 2013)
  - 1 bronzo (inseguimento a Harbin 2009)

### Europei
- 2 medaglie[1]:
  - 1 argento (sprint a Otepää 2015)
  - 1 bronzo (sprint a Osrblie 2012)

### Coppa del Mondo
- Miglior piazzamento in classifica generale: 13ª nel 2015
- 1 podio (a squadre), oltre a quello ottenuto in sede iridata e valido anche ai fini della Coppa del Mondo:
  - 1 terzo posto